# Dolîna, Poltava
Dolîna (în ucraineană Долина) este un sat în comuna Ciornohlazivka din raionul Poltava, regiunea Poltava, Ucraina.

## Demografie
Componența lingvistică a localității Dolîna
     Ucraineană (97,37%)
     Rusă (1,32%)
Conform recensământului din 2001, majoritatea populației localității Dolîna era vorbitoare de ucraineană (97,37%), existând în minoritate și vorbitori de rusă (1,32%).